# Sarah-Jane Potts
Sarah-Jane Potts, née à Bradford (Angleterre) le 30 août 1976, est une actrice anglaise. Elle est surtout connue pour avoir tenu le rôle de Saint dans la série télévisée Sugar Rush. Elle fait partie de la distribution de Waterloo Road en tant que Jo Lipsett, une professeur de français.

## Vie privée
Sarah-Jane Potts est la sœur d'Andrew Lee Potts. En 2004, elle a eu un fils, Buster Alan Denman, avec l'acteur Tony Denman, de qui elle est aujourd'hui divorcée.

## Filmographie

### Cinéma
- 1997 : My Son the Fanatic : Madelaine
- 1998 : Woundings : Louise
- 1999 : Mauvaise passe : Liz
- 1999 : Wonderland : Melanie
- 1999 : Straydogs : Anna
- 1999 : Five Seconds to Spare : Twig
- 2001 : Young Blades : Radegonde/Anne
- 2003 : Sexe, Lycée et Vidéo (After School Special) : Ashley
- 2004 : Breaking Dawn : Anna
- 2005 : Kinky Boots : Lauren
- 2008 : Heart of a Dragon : Amanda

### Téléfilms
- 1994 : Meat : Myra
- 1997 : The Canterville Ghost : Virginia Otis
- 2003 : Murder, She Wrote: The Celtic Riddle : Breeta Byrne

### Séries Télévisées
- 1989 : Children's Ward
- 1996 : Alison
- 1996 : Peak Practice : Maddie Taylor - épisode A New Life
- 1997 : The Locksmith : Alice Pierce
- 1997 : The Broker's Man : Harriet Potter
- 1999 : Inspecteurs associés (Dalziel and Pascoe) Sophie Richmond - épisode Time to Go
- 2001-2002 : Felicity : Molly
- 2002 : New York Police Blues : Elizabeth Garner - épisode Meat Me in the Park
- 2002 : Off Centre : Julie - épisode Cockfight
- 2002 : Deep Cover : Georgia Haley
- 2003-2004 : Keen Eddie : Audry
- 2003 : Mes plus belles années
- 2006 : Sugar Rush : Saint
- 2007 : Missed (BBC HD Film Shorts) : Emma
- 2008 : Casualty : Ellie
- 2008 : Emmerdale : Leanne Grounding
- 2009-2010 : Waterloo Road : Jo Lipsett
- 2010 : Reunited : Fran